# Paraleptochilus metallicus
Paraleptochilus metallicus là một loài thực vật có mạch trong họ Polypodiaceae. Loài này được (Bedd.) Á. Löve & D. Löve miêu tả khoa học đầu tiên năm 1977.